# Cyrtanthus obrienii
Cyrtanthus obrienii är en amaryllisväxtart som beskrevs av John Gilbert Baker. Cyrtanthus obrienii ingår i släktet Cyrtanthus, och familjen amaryllisväxter. Inga underarter finns listade i Catalogue of Life.